# 다이노스터
《다이노스터: 공룡수호대》(영어: Quantum Heroes Dinoster)는 대한민국의 애니메이션으로, 1기는 2023년 8월 28일부터 11월 20일까지 EBS 1TV에서  방영했으며, 2기는 2024년 2월 26일부터 5월 21일까지 같은 채널에서 방영했다.

## 방영 일시
| 방송 채널 | 방송일                      | 방송 시간 |
| --------- | --------------------------- | --------- |
| EBS 1TV   | 2023년 8월 28일 ~ 11월 20일 | 종료      |
| EBS 1TV   | 2024년 2월 26일 ~ 5월 21일  | 종료      |

## 등장인물
- 루시오
- 델비
- 제이민
- 오즈
- 벡스 헌터
- 트리나
- 로라 박사

## 목소리 출연
- 이경태: 루시오
- 김아롱: 델비
- 홍범기: 오즈
- 남도형: 제이민
- 이보용: 로라 박사
- 장은숙: 루시오 엄마, 선생님
- 엄상현: 루시오 아빠, 호건
- 김명준: 치툰두
- 이민규: 빅 다이슨
- 장미: 트리나
- 이현: 벡스 헌터, 로디
- 조경이: 폴라

## 제작진
| - 제작지원: 방송통신위원회, 방송통신발전기금 - 책임 프로듀서: 이선희 - 프로듀서: 곽내영 - 연출: 손광원, 장지현, 심영교 - 기획 총괄: 이한나, 홍정진 - 기획: 한승민, 유윤진 - 아트 디렉터: 이태훈 - 디자인: 임지환, 이수인, 양철운, 김은진, 임수정, 안채윤, 이영운, 김원홍, 최부건, 김소영, 이혜은, 권재현, 에릭 - 총감독: 정길훈 - 프로덕션 총괄: 엄재웅 - 제작 프로듀서: 나영은, 박상훈, 김영호, 유후비, 김주미, 전호정, 하유진, 이루안, 강다운, 윤새흰, 오재권, 마진희, 조주현, 조문선 - 스토리보드 팀장: 김종율 - 스토리보드: 안재인, 류혜리, 박재경, 한예림, 박지혜, 차승현, 조연성, 김주석, 김재우 - 모델링 팀장: 추찬희 - 모델링: 이장용, 엄동인, 성승현, 나혜련, 최윤지, 서한올, 윤여빈, 이보미, 이대위, 유현호, 신지수, 정주희, 박주영, 이우정, 김민주, 장용락, 최정민, 안수현, 윤유나, 하태우, 허재범, 이현아, 이솔 - 리깅 팀장: 김희성 - 리거: 김태성, 김재의, 박성민 - 라이팅 팀장: 정우승, 양인식 - 라이팅: 홍영지, 박석이, 유진희, 양시율, 이소하, 박민지, 이훈영, 서대원, 김보견, 고은별, 함승철, 오유빈, 기현용, 박여름 - 애니메이션 팀장: 우소명, 김수용 - 레이아웃 및 애니메이션: 이호진, 박영삼, 전무현, 김현영, 박영석, 박미정, 조영민, 유진아, 유수빈, 임수진, 서효현, 정시은, 최지혜, 정주리, 조아라, 양세현, 홍지혜, 이지선, 안소현, 노금주, 강성기, 정민지, 김민성, 최재호, 이명은 - 매트 페인팅: 이종규 - VFX 팀장: 박재현 - VFX: 최범식, 양재호, 남태희, 김혜린, 한재우, 이상민 - 합성 팀장: 안재홍, 조용희 - 합성: 이희현, 이근식, 이채윤, 박성도, 임현주, 서주원, 정혜주, 조은빈, 오소현 - 영상 편집: 이권상, 심인보 - R&D: 이영래 - 콘텐츠 사업총괄: 이용호 - 투자 유치 및 해외 사업관리: 임근선 - 스타일 가이드: 양민욱, 송형정 - 미디어 라이선싱 팀장: 김은지 - 미디어 판매 및 라이선싱 사업: 임서현, 오슬기, 김현아, 장진아 - 뉴미디어 팀장: 신성준 - 뉴미디어 제작배급: 김성호, 송지아, 임현주, 윤정미 - 제작협력: HUANI ANIMATION STUDIO, N-GEO ANIMATION STUDIO, WILDVISUAL - 상품유통 사업총괄: 김홍필 - 상품 유통사업: 김정이, 유현정, 전상휘, 김연희, 지수정, 이동성, 최병만, 권영민, 조훈상, 이영민 - 경영관리 총괄: 황수기 - 제작회계: 이규안, 고세라, 조난형, 나혜진 - 인사총무 및 시스템: 도경우, 유종엽, 김혁진, 함예슬 - 음악 감독: 양승혁 (studio DOMA) - 음악 및 음향: 배태랑, 안도현, 최윤영, 김소이, 차성현, 이제엽, 김금조, 이재황, 김가희, 이상민 - 오프닝 노래: 윤도 - 번역: 손지연, 백해현, 한민주 - 녹음: 최성욱 (playback) - 기술 감독: 정효성 - 연출: 이용준 - 공동제공: ㈜퍼니플럭스, EBS, Alpha Group, 광주 정보 문화산업 진흥원 - 기획: EBS - 제작: EBS, ㈜퍼니플럭스, Alpha Group, 광주정보문화산업진흥원 | - 제작지원: 방송통신위원회, 방송통신발전기금 - 책임 프로듀서: 이선희 - 프로듀서: 곽내영 - 공동제작 프로듀서: 이용호 - 연출: 손광원, 장지현, 심영교 - 기획 총괄: 이한나, 홍정진 - 기획 및 스토리: 한승민, 홍정진 - 스토리 번역: 백해현, 한민주 - 영어 녹음: 오재권, 윤새흰 - 총감독: 정길훈 - 프로덕션 총괄: 엄재웅 - 제작 관리: 김영호, 김주미, 전호정, 하유진, 마진희, 조문선, 조주현, 이루안, 강다운 - 디자인 팀장: 이혜은, 이태훈 - 디자인: 임지환, 이수인, 에릭, 김소영, 양철운, 김은진, 임수정, 안채윤, 이영운, 김원홍, 최부건, 권재현 - 스토리보드 팀장: 김종율 - 스토리보드: 박재경, 차승현, 한예림, 안재인, 박지혜, 류혜리, 조연성, 김주석, 김재우 - 모델링 팀장: 추찬희 - 모델링: 이장용, 엄동인, 성승현, 나혜련, 최윤지, 서한올, 윤여빈, 이보미, 이대위, 유현호, 정주희, 박주영, 이우정, 이현아, 장용락, 신지수, 최정민, 안수현, 윤유나, 하태우, 허재범, 이솔, 김민주 - 리깅 팀장: 김희성 - 리거: 김태성, 김재의, 박성민, 김정연 - 라이팅 팀장: 정우승 - 라이팅: 홍영지, 박석이, 양인식, 이소하, 박민지, 고은별, 함승철, 박여름, 이훈영, 서대원, 오유빈, 기현용 - 애니메이션 팀장: 우소명, 김수용 - 레이아웃 및 애니메이션: 이호진, 박영삼, 전무현, 김현영, 박영석, 임수진, 강성기, 박미정, 조영민, 유진아, 유수빈, 최지혜, 정주리, 조아라, 양세현, 정민지, 김민성, 최재호, 서효현, 이명은, 홍지혜, 이지선, 노금주, 정시은, 안소현 - 매트 페인팅: 이종규 - VFX 팀장: 박재현 - VFX: 최범식, 양재호, 한재우, 이상민, 남태희, 김혜린 - 합성 팀장: 안재홍, 조용희, 강범석 - 합성: 이희현, 이근식, 이채윤, 박성도, 임현주, 조은빈, 오소현 - 영상 편집: 이권상, 심인보 - R&D: 이영래 - 콘텐츠 사업총괄: 이용호 - 투자 유치 및 해외 사업관리: 임근선 - 스타일 가이드: 양민욱, 송형정 - 미디어 라이선싱 팀장: 김은지 - 미디어 판매 및 라이선싱 사업: 오슬기, 김현아, 장진아, 전강서연, 서아리 - 뉴미디어 팀장: 신성준 - 뉴미디어 제작배급: 김성호, 송지아, 임현주, 윤정미 - 제작협력: HUANI ANIMATION STUDIO, N-GEO ANIMATION STUDIO, WILDVISUAL - 상품유통 사업총괄: 김홍필 - 상품 유통사업: 정현일, 김영민, 노연미, 홍성표, 김일환, 엄현민, 전상휘, 지수정, 유현정, 김연희, 이윤영, 이영민 - 경영관리 총괄: 황수기 - 제작회계: 이규안, 고세라, 조난형, 나혜진 - 인사총무: 도경우, 함예슬 - 시스템 관리: 유종엽, 김혁진 - 음악 감독: 양승혁 (studio DOMA) - 음악 및 음향: 배태랑, 최윤영, 안도현, 김소이, 이상민, 이재황, 박기원, 김금조, 이제엽 - 오프닝 노래: 윤도 - 번역: 손지연 - 녹음: 김연호(playback) - 기술 감독: 정효성 - 연출: 이용준 - 공동제공: ㈜퍼니플럭스, EBS, Alpha Group, 광주 정보 문화산업 진흥원 - 기획: EBS - 제작: EBS, ㈜퍼니플럭스, Alpha Group, 광주정보문화산업진흥원 |

## 방영 목록

### 1기
| 회차       | 제목                                                  | 방송 일자        |
| ---------- | ----------------------------------------------------- | ---------------- |
| 1화        | 공룡 행성, 다이노어스                                 | 2023년 8월 28일  |
| 2화        | 트리케라톱스 똥 치우기이구아노돈의 대이동             | 2023년 9월 4일   |
| 3화        | 사우로파가낙스의 충치익룡알을 지켜라!                 | 2023년 9월 11일  |
| 4화        | 공룡과 함께 춤을브라키오사우루스 이사 작전            | 2023년 9월 18일  |
| 5화        | 파키케팔로사우루스의 박치기 대결아기 랍토르 구출 작전 | 2023년 9월 25일  |
| 6화        | 학교에 간 랍토르, 로디매머드 가족을 지켜내라          | 2023년 10월 2일  |
| 7화        | 최강 공룡 배틀익룡 협곡의 산불을 막아라!              | 2023년 10월 9일  |
| 8화        | 늪 속의 습격자, 티타노보아투명공룡, 테리지노사우루스  | 2023년 10월 16일 |
| 9화        | 리비아탄 운송 작전땅굴 속의 동물 리스트로사우루스     | 2023년 10월 23일 |
| 10화       | 콤프소나그투스의 습격트리나와 블루                    | 2023년 10월 30일 |
| 11화       | 초거대 공룡, 기가노토사우루스자말라에 나타난 공룡들   | 2023년 11월 6일  |
| 12화       | 메타트론 VS 레드 렉스벡스 헌터의 음모                 | 2023년 11월 13일 |
| 최종화(13) | 초특급 임무, 유성을 막아라새로운 위협, 메카다이노     | 2023년 11월 20일 |

### 2기
| 회차       | 제목                                                               | 방송 일자                      |
| ---------- | ------------------------------------------------------------------ | ------------------------------ |
| 1화        | 치툰두의 첫 임무학교에 나타난 브라키오를 막아라!                   | 2024년 2월 26일2024년 2월 27일 |
| 2화        | 순간이동 공룡, 카르노타우루스유치원에 간 스테고사우루스            | 2024년 3월 4일2024년 3월 5일   |
| 3화        | 초대받지 않은 손님, 파라사우롤로푸스다이노어스에 떨어진 반 친구    | 2024년 3월 11일2024년 3월 12일 |
| 4화        | 놀이공원에 나타난 괴력 공룡, 바리오닉스움직이는 공룡 뼈 소동       | 2024년 3월 18일2024년 3월 19일 |
| 5화        | 호수의 무법자, 플레이소사우루스하늘의 지배자, 하체곱테릭스         | 2024년 3월 25일2024년 3월 26일 |
| 6화        | 블랙 티라노의 습격긴급 미션! 아기 공룡 돌보기                      | 2024년 4월 1일2024년 4월 2일   |
| 7화        | 신 사우리오 공룡 대전빙하 위의 제왕, 매머드                        | 2024년 4월 8일2024년 4월 9일   |
| 8화        | 오즈가 달라졌어요쌍둥이 공룡 VS 팀 다이노스터                      | 2024년 4월 15일2024년 4월 16일 |
| 9화        | 공룡이 된 루시오벡스헌터의 위험한 계획                             | 2024년 4월 22일2024년 4월 23일 |
| 10화       | 거대 고릴라, 기간토피테쿠스를 막아라자석 공룡, 모노니쿠스를 막아라 | 2024년 4월 29일2024년 4월 30일 |
| 11화       | 먹보 공룡, 아크로칸토사우루스로디가 커졌어요                       | 2024년 5월 6일2024년 5월 7일   |
| 12화       | 위기의 다이노스터대반격! 슈퍼 다이노 슈트 출동!                    | 2024년 5월 13일2024년 5월 14일 |
| 최종화(13) | 지구 대결전! 다이노스터 VS 벡스헌터                                | 2024년 5월 20일2024년 5월 21일 |